# 石押分之子
石押分之子（いわおしわくのこ）は、『古事記』、『日本書紀』に記述される大和国の国津神。『紀』では、磐排別之子と表記される。吉野の国巣の祖（『紀』では、国巣部（ら）の始祖（もとつおや）なりと記される）。
『記』の記述には、神武天皇が東征のおり、熊野から吉野（大和）へ入り、3番目に出会った国津神とされ、山に入った所で岩を押し分けて出て来た上、2番目に出会った井氷鹿と同様に尾が生えていた（有尾人だった）ので、天皇がお前は誰かと問うと、「私は国津神で、名を石押分之子」と答え、「今、天津神の御子である天皇の行幸と聞き、迎えに参じた者です」と説明した（『紀』に、宇陀の穿邑から軽装の兵をつれ、巡幸した際の事と記す）。
名称にある「子」とは、誰々の子という意味ではなく、愛称である。また国栖（くず）とは「くにす」がつまった語であり、「国を住み家とする者」の意で、「国津神を祀る人々」を指す。

## 備考
- 国栖の記述として、大和国吉野とは別に、『常陸国風土記』茨城郡の条にも先住民としての国栖の説明がある。それによれば、「国栖（くず）とは俗（くにひと）の語（ことば）で都知久母（つちぐも）」とあり、『風土記 日本古典文学大系』（岩波書店、第14刷1971年、p.46）の脚注4によれば、「土蜘蛛とは土神であり、土着神（国津神）」とする。
- 『古事記』では、のちに大和国の忍坂（現桜井市）においても尾の生えた土雲（表記は原文ママ）と遭遇しているが、恭順した吉野の国津神とは異なり、久米の歌を歌った八十猛によって斬殺されている。
- 星野良作は、応神紀の吉野行幸の際に国栖が来朝した記事が、神武紀と共通性があることから、神武紀の記述は、応神（仁徳）期の史実が反映されたものではないかと考える[3]。